# Giuseppe Sogni

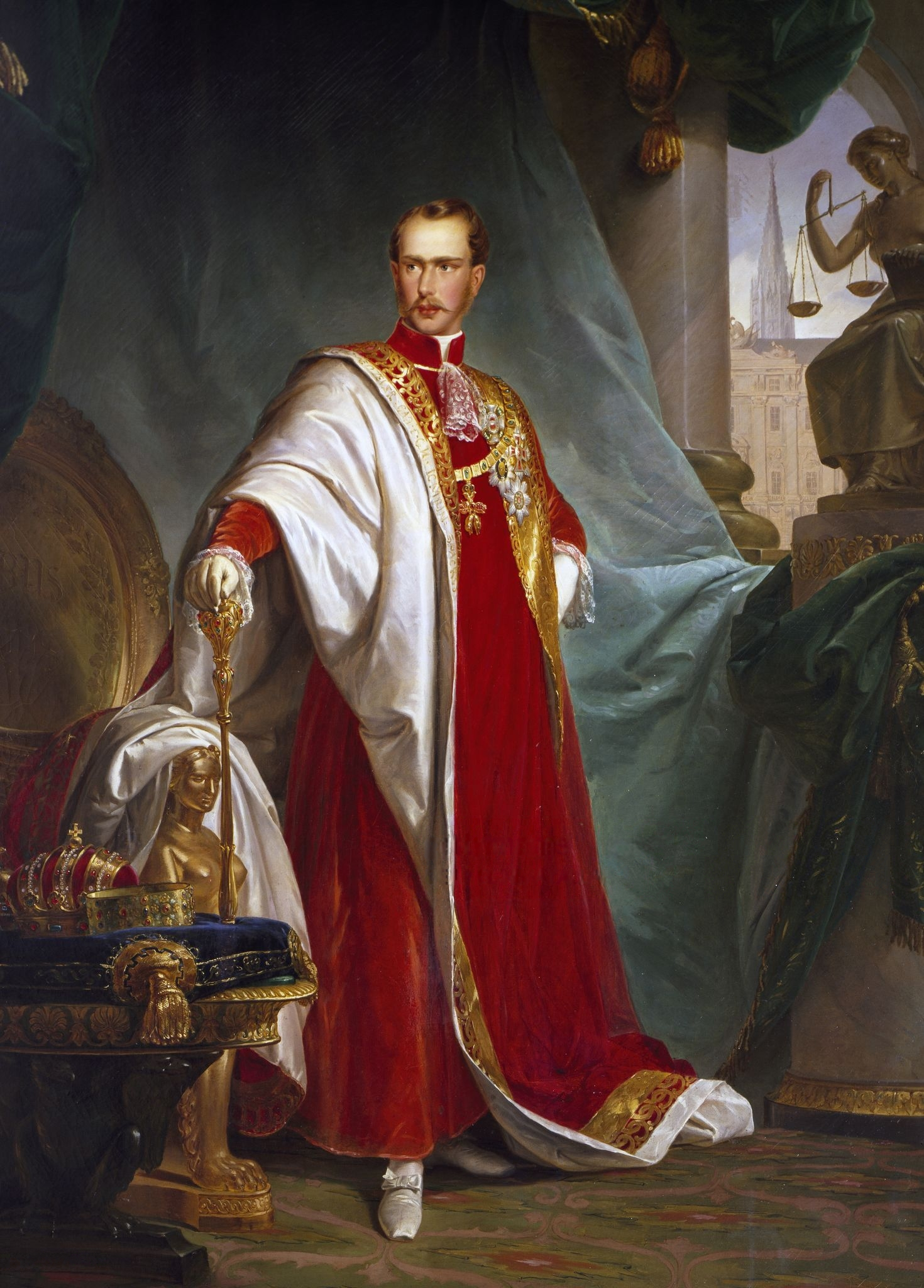
Franz Josef I.

Giuseppe Sogni (* 18. Mai 1795 in Robbiano, Mediglia; † 11. August 1874 in Mailand) war ein italienischer Porträtmaler und Lehrer.
Sogni kam 1804 mit seiner Familie nach Mailand. Nach dem Besuch der Militärschule in Pavia studierte Sogni ab 1814 in Mailand an der Accademia di Belle Arti di Brera Bildhauerei bei Camillo Pacetti sowie Malerei bei Luigi Sabatelli.
1817 begann Sogni mit der Restaurierung der Bildnisse der Wohltäter des Ospedale Maggiore. Von 1824 bis 1834 zeigte er seine Werke historischen Charakters in den Ausstellungen der Brera. 
1827 wurde Sogni zum ordentlichen Mitglied der Akademie ernannt. 1830 begab er sich nach Rom, wo er sich der religiösen Malerei widmete.
1836 wurde er zum Professor für Zeichnen an der Accademia Pontificia in Bologna berufen. 1838 erhielt er den Lehrstuhl für Malerei an der Accademia di Belle Arti di Brera. Giuseppe Sogni wurde Ehrenmitglied der Accademia Pontificia di Bologna und der Accademia di Belle Arti di Urbino.
Sogni schuf die Freskenzyklen „La Gloria di San Pietro“ und „I quattro Profeti maggiori“ (1846–48) für die Kirche San Pietro al Rosario in Novara. In nächsten Jahren erhielt er weitere Aufträge für Fresken von privaten Auftraggebern. 
1855 wurde er auf der Pariser Weltausstellung ausgezeichnet.